# Grudy
Grudy (biał. Груды) – dzielnica Wołkowyska, na Białorusi, w obwodzie grodzieńskim, w rejonie wołkowyskim. Leży na południu miasta, nad rzeką Roś po zachodniej stronie linii kolejowej.
Dawniej samodzielna wieś. W dwudziestoleciu międzywojennym leżało w Polsce, w województwie białostockim, w powiecie wołkowyskim, w gminie Biskupice. 16 października 1933 utworzyła gromadę Grudy w gminie Biskupice. Po II wojnie światowej weszły w struktury ZSRR.